# Arthrostylidium haitiense
Arthrostylidium haitiense är en gräsart som först beskrevs av Pilg., och fick sitt nu gällande namn av Albert Spear Hitchcock och Mary Agnes Chase. Arthrostylidium haitiense ingår i släktet Arthrostylidium och familjen gräs.
Artens utbredningsområde är Haiti. Inga underarter finns listade i Catalogue of Life.